# La Portella (la Coma i la Pedra)
La Portella és una collada del terme municipal de la Coma i la Pedra, al Solsonès, situada a 1.277,8 m. d'altitud sota les costes del Rebalç.